# Pulaeus palawanensis
Pulaeus palawanensis är en spindeldjursart som beskrevs av Corpuz-Raros 2007. Pulaeus palawanensis ingår i släktet Pulaeus och familjen Cunaxidae. Inga underarter finns listade i Catalogue of Life.